# Friedrich Gustav Voigt

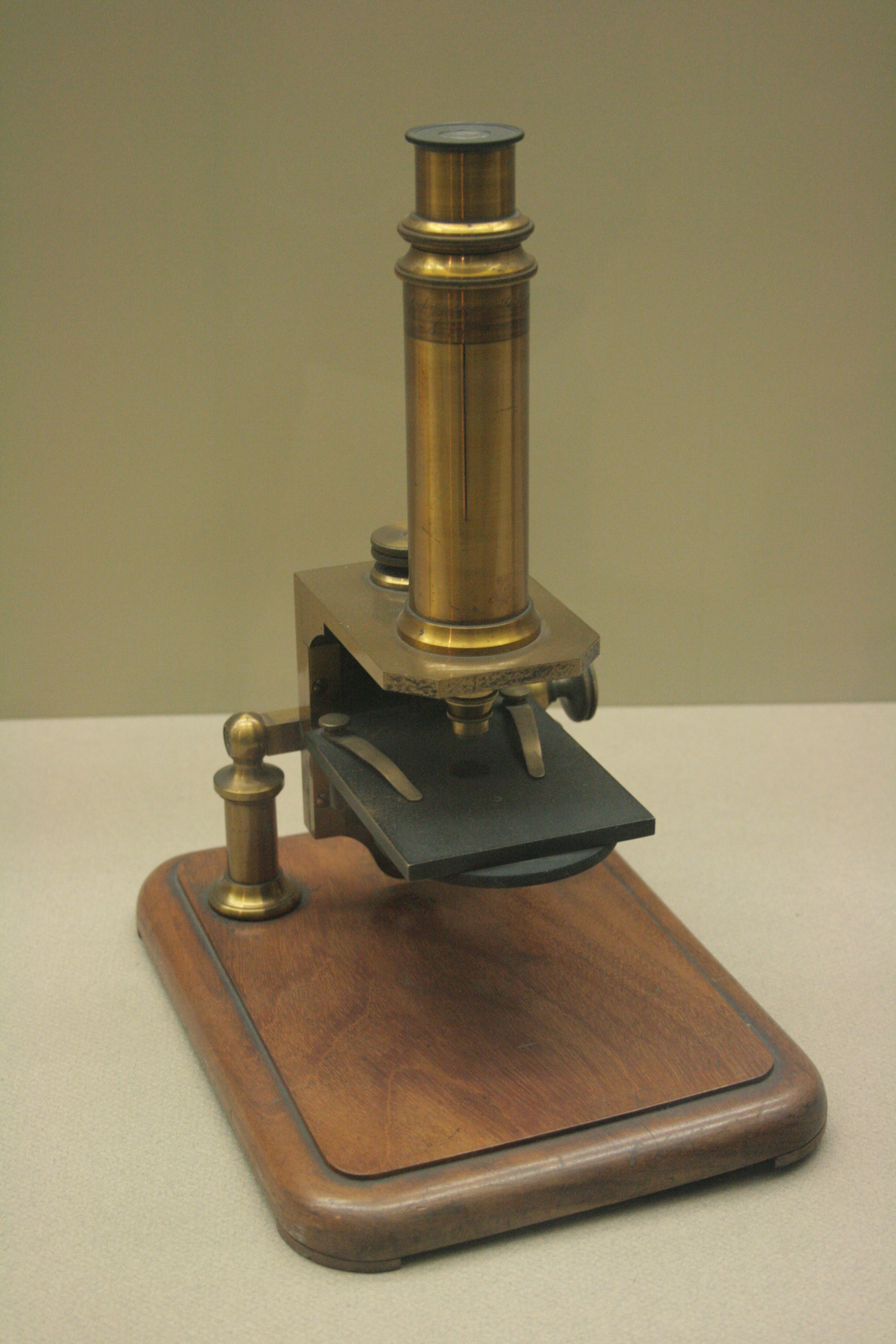
Mikroskop Voigt & Hochgesang

Friedrich Gustav Voigt (* 6. April 1844 in Göttingen; † 29. Mai 1886 ebenda) war ein deutscher Mechaniker und Unternehmer, der Mikroskope entwickelte und herstellte. 1869 gründete er in Göttingen die Werkstätte für mineralogische Instrumente und Werkzeuge „Voigt & Hochgesang“.

## Leben
Friedrich Gustav Voigt begann Ostern 1858 als erster Lehrling von Rudolf Winkel eine Lehre zum Mechaniker, besuchte dabei in Göttingen die Handelsschule, nahm am Chemie-Unterricht der Gewerbeschule teil und vertiefte ab Ostern 1862 seine Kenntnisse und Erfahrungen im Bau feinmechanischer Instrumente bei F. W. Breithaupt & Sohn in Kassel. Ab Herbst 1863 konstruierte er in Speyer für Friedrich Magnus Schwerd astronomisch-physikalische Instrumente und bildete sich nebenbei in Physik, Mathematik und Chemie weiter. Nach einer weiteren Vertiefung seiner mechanischen Fertigkeiten in Genf, Paris und Karlsruhe gründete er 1869 gemeinsam mit C. Hochgesang († 1871) die Werkstätte für mineralogische Instrumente und Werkzeuge „Voigt & Hochgesang“ in Göttingen. Die Firma war insbesondere für ihre Fein- und Dünnschliffe von Mineralien, Gesteinen und Fossilien sowie ihre Polarisationsinstrumente und Polarisationsmikroskope bekannt.